# José Estruch Martínez
Antonio José Estruch Martínez (San Juan de Énova 9 de febrero de 1835-Puebla Larga 1907) fue un pintor valenciano del siglo XIX, que fue maestro de Joaquín Sorolla.
Fue el tercero de nueve hermanos y nació en la llamada casa «el Castell» y antes de cumplir 15 años pintó «Santa Úrsula»
Estudió en la Academia de Bellas Artes de San Carlos aunque posteriormente viajó a París donde conoció a artistas de la talla de Vincent Van Gogh o Toulouse-Lautrec. Su producción pictórica es amplia, destacándose el retrato, las escenas cotidianas y la pintura religiosa. Su obra religiosa fue comparada con la de José de Ribera o Juan de Juanes. Habitualmente realizaba dibujos e inscripciones en el reverso de sus obras, dejando información de carácter histórico y documental. Fue notable muralista de caricaturas.